# Thanatophilus truncatus
Thanatophilus truncatus es una especie de escarabajo carroñero del género Thanatophilus, categorizada en la tribu Silphini, de la subfamilia Silphinae. Fue descrita por Say en 1823.

## Distribución
Se distribuye por Estados Unidos de América (Arizona, Colorado, Kansas, Nebraska, Nuevo México y Texas).